# Бакленд, Джонни
Джо́нни Ба́кленд, полное имя Джо́натан Марк Бакленд (англ. Jonathan Mark "Jonny" Buckland; род. 11 сентября 1977, Лондон) — валлийский музыкант и автор песен британского происхождения, наиболее известный как соло-гитарист и сооснователь рок-группы Coldplay. Выросший в Пантимвине, он начал играть на гитаре с раннего возраста, находясь под влиянием таких групп, как The Stone Roses, My Bloody Valentine и U2. Известный редкими и тонкими аранжировками, он использует слайд и педали задержки со стилистическим перезвоном и звенящим тембром, что привело к сравнению с гитаристом U2 Эджем.
У Бакленда есть степень по астрономии и математике в Университетском колледже Лондона, где он вместе с Крисом Мартином, Гаем Берриманом и Уиллом Чемпионом основал группу Coldplay. Группа подписала контракт с лейблом Parlophone в 1999 году, получив мировую известность благодаря выпуску Parachutes, A Rush of Blood to the Head и последующим записям. Бакленд выиграл семь премий Грэмми и девять премий Brit Awards в составе Coldplay. По состоянию на 2021 год группа продала более ста миллионов альбомов по всему миру, что сделало их самой успешной группой XXI века.

## Ранние годы жизни
Джонатан Марк Бакленд родился 11 сентября 1977 года в Ислингтоне, Лондон, Англия, и был вторым ребёнком в семье школьного учителя Джона Бакленда и его жены Джой. Семья переехала в Пантимвин, Флинтшир, Уэльс, когда ему было четыре года. Он посещал начальную школу Исгол-и-Ваун и поступил в среднюю школу в школу Алун, изучая основы игры на гитаре в первой и беря уроки музыки на A-уровне во второй. Его учительница Маргарет Парр утверждала, что у Бакленда были особая техника игры. В детстве он заслушивался различными записями Джими Хендрикса и Эрика Клэптона, и его брат Тим, который поощрял его к дальнейшему опыту игры на гитаре, познакомил его с творчеством таких групп, как U2, My Bloody Valentine и Sonic Youth. Бакленд также отметил, что дебютный альбом The Stone Roses стал причиной, по которой он начал играть на гитаре.
Когда Бакленду было семь лет, он брал уроки игры на фортепиано, но не получал от них удовольствия. В десять лет он был частью рэп-группы и экспериментировал с компьютерной музыкой, используя биты, состоящие из собачьего лая. Затем он стал частью скаутского движения, когда ему было 11 лет, и в 2008 году упомянул, что ему все ещё нравится форма. Помимо этого гитарист заявил, что одной ночью его друзья играли на поле и столкнулись с разъяренной овцой, которая несколько раз нападала на него. Этот опыт заставил его с тех пор не носить шерсть и не есть баранину. В 2019 году он вспомнил, как устроился на праздничную работу в Daily Post, которая заключалась в размещении фотографий выставленных на продажу домов в прессе. Его образование продолжилось в Университетском колледже Лондона, где он получил степень 2:1 по астрономии и математике и сформировал группу Coldplay, познакомившись с Крисом Мартином, Гаем Берриманом и Уиллом Чемпионом.

## Карьера

### Coldplay
Бакленд вместе с Мартином стал сооснователем группы; они познакомились во время ознакомительной недели UCL в 1996 году. Оба проживали в университетском Рамзи-холле, где Чемпион упомянул, что было «много музыкантов и много хвастовства», но «Джонни не был одним из тех хвастунов», также добавил: «Парень, который оказался лучшим гитаристом из всех нас, был парнем, у которого гитара была спрятана в шкафу, и который ее никогда не доставал или настаивал». Мартин заявил, что встреча с Баклендом была «похожа на влюбленность». Они начали сочинять свои первые песни в начале 1997 года и репетировали каждую ночь. К ноябрю того же года к ним присоединился Гай Берриман, и трио получило название Big Fat Noises. Чемпион завершил состав в 1998 году.
Раннее название группы было убрано, когда Чемпион запланировал свое дебютное живое выступление в The Laurel Tree всего через несколько дней после того, как он стал частью группы, и название «Starfish» было выбрано «в панике». В Coldplay Баклендс читается тихим, дружелюбным, скромным и «мудрой совой» группы. Во время интервью Мартин прокомментировал: «Я всю свою жизнь пытался вытащить его из тени, потому что я знаю, что он герой гитары — во всяком случае для меня». В первые годы своего существования группа использовала его спальню для репетиций, находясь рядом с соседями, которые «могли терпеть шум». В 2019 году они заявили, что Бакленд обычно первым либо не одобряет, либо вносит свой вклад в первоначальные идеи песен Мартина. Несмотря на это, он сам иногда отвечает за создание таких треков, как «Adventure of a Lifetime», который был выпущен в качестве ведущего сингла для их седьмого альбома A Head Full of Dreams. Несмотря на то, что уступая Уиллу Чемпиону он является не самый выдающимся бэк-вокалистом группы, его голос можно услышать во многих песнях; в песне «Don’t Panic» он наравне с Мартином исполнил лид-вокал.

### Другие проекты
В 2003 году Бакленд принимал участие в создании сольного альбома Иана Маккаллоха Slideling, сыграв на гитаре в песнях «Sliding» и «Arthur». В следующем году он вместе с Мартином сыграл эпизодическую роль в зомби-комедии «Зомби по имени Шон». Позже они записали песню «Beach Chair» для девятого альбома Jay-Z Kingdom Come и снялись в «Слэшд», независимом фильме ужасов, снятом североирландской группой Ash. Он также известен тем, что поддерживает журнал о еде и вине Noble Rot и стал инвестором их одноимённых ресторанов. В октябре 2019 года гитарист вместе с Уиллом Чемпионом ассистировал Джоди Уиттакер в её кавере на песню «Yellow» для проекта BBC Children in Need.

## Личная жизнь
Крис Мартин часто называет его «Джонни-бой» во время живых выступлений, особенно если Бакленд собирается сыграть соло или длинный рифф. Однажды Мартин сказал: «Без Джонни не было бы Coldplay». Привязанность между Крисом Мартином и Джонни Баклендом особенно заметна во время живых выступлений и интервью. Бакленд является крестным отцом дочери Мартина, Эппл, вместе с Саймоном Пеггом. Также он фанат футбольного клуба Тоттенхэм Хотспур.
Он живёт в Лондоне вместе со своей женой, ювелиром Хлоэ Ли-Эванс, дочерью Вайолэт, которая родилась 3 ноября 2007 года, и сыном Ионой, родившимся в 2011 году.